# Loser
Der Loser ist ein 1837 m ü. A. hoher Berg im Gemeindegebiet von Altaussee am Nordufer des Altausseer Sees. Sein markanter, burgartiger Gipfelaufbau macht ihn zu einem Wahrzeichen des Ausseerlandes. Der Loser ist durch die 1972 eröffnete Loser-Panoramastraße erschlossen, die bis auf 1600 m ü. A. führt. Er ist wegen seiner leichten Erreichbarkeit und seiner hervorragenden Aussicht über das Ausseerland, das Tote Gebirge sowie vor allem auf den Dachstein mit seinen Gletschern ein beliebter Wanderberg. Am Gipfel befindet sich ein Kreuz. 

## Namenskunde
In der Jägersprache bezeichnet Loser das Ohr des Wildes. Dem Gipfel wird nachgesagt, sein Name rühre daher, dass sein Gipfelaufbau aussehe wie ein gigantisches Ohr. „Losen“ ist das im Dialekt gebräuchliche Wort für „hören / lauschen“. Karl Finsterwalder führt aus, dass sich das „Losen“ auf die akustische Wahrnehmung des Geläuts der Weidetiere beziehe, das für die Almleute am Gipfel am besten vernehmbar war.

## Lage und Umgebung
Der Loser bildet den südwestlichen Endpunkt des Augstkamms, der sich über Hochanger, Greimuth und Bräuningzinken bis zum Rinnerkogel (Augstkogel) erstreckt. Der Gipfelaufbau fällt nach Süden, Westen und Norden anfangs senkrecht ab. Die Flanken sind ab der Augstalm, dem Mähderwald und der Gschwandtner Au weniger steil. Nach Osten beginnt das Plateau des Toten Gebirges. In der Südwand befindet sich die Höhle Großes Loserloch, in der Nordwand das Felsentor Loserfenster, durch das man auf die Gschwandtalm und den Schönberg blickt. Östlich des Loserfensters liegt der Augstsee.

## Geologie

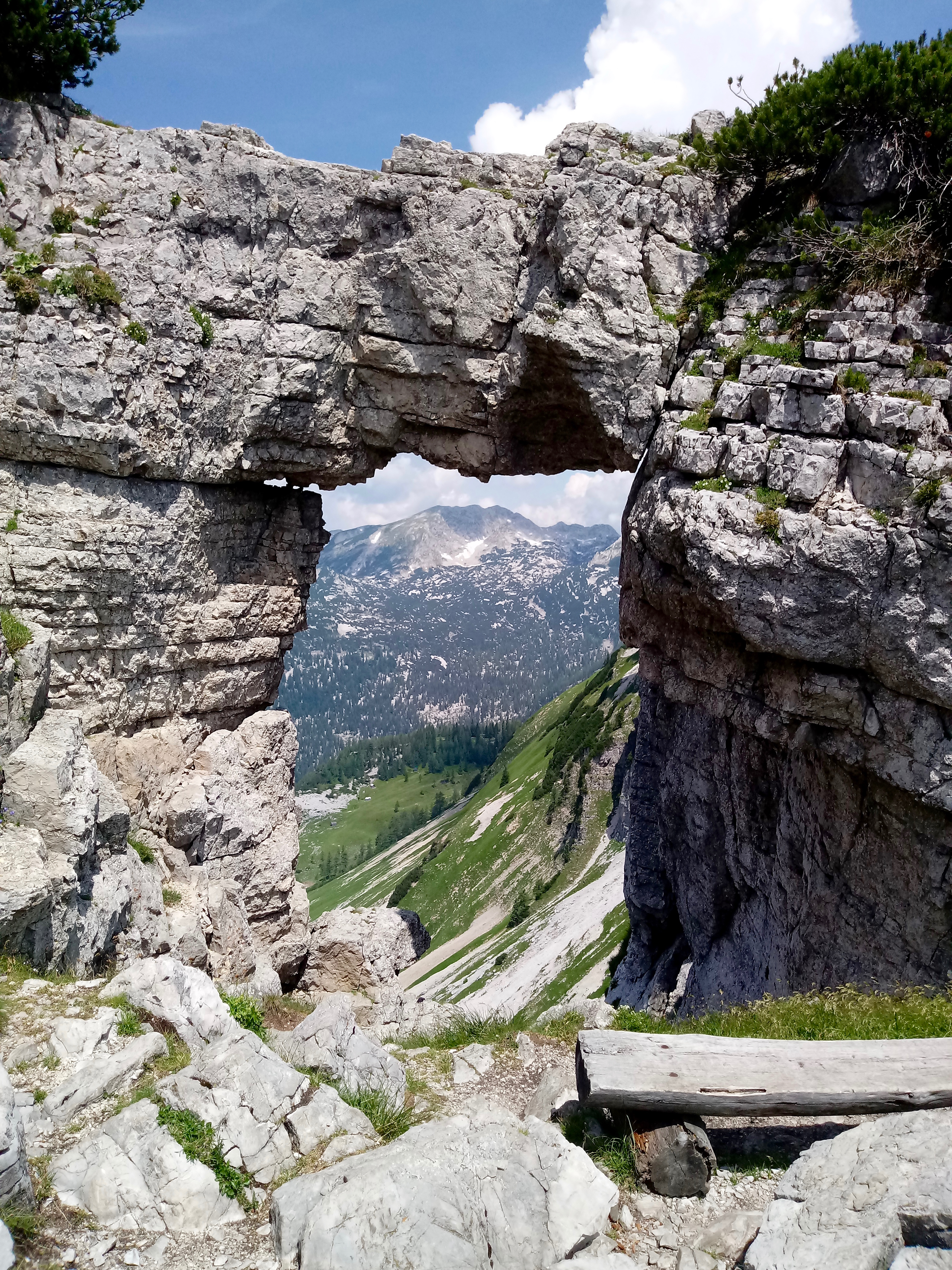
Das Loserfenster ist ein Produkt der Erosion in den Oberalmer Schichten

Der breite Sockel des Losers besteht aus gebanktem Dachsteinkalk, der entlang der Loser-Panoramastraße bis zur Loserhütte und Loser-Alm gut aufgeschlossen ist. Dort befinden sich häufig Megalodonten. Der markant geformte obere Abschnitt ist von etwa 300 m mächtigen Gesteinen des Jura aufgebaut. Rotkalke des frühen Jura, insbesondere feinkörniger Adneter Kalk befinden sich vor allem in der Riesendoline des Kuhntals. Selten sind dort Ammoniten zu finden. Im Dezimeterbereich gebankte graue kieselige Allgäuschichten stehen in der Straßenkehre, kurz vor der Loser-Alm, an. Sie sind von grauem Radiolarit überlagert. Darüber liegt eine mächtige Wechselfolge von Oberalmer Schichten mit Barmsteinkalk-Zwischenlagen. Sie bauen auch den Gipfelbereich vom Atterkogel über den Greimuth bis zum Bräuningzinken auf. Die massigen Gipfelzinnen des Loser bestehen aus Tressensteinkalk.

## Touristische Erschließung
Der Loser ist durch die mautpflichtige Loser-Panoramastraße, die bis auf 1600 m ü. A. führt, erschlossen. Diese und die Seilbahnen werden durch die Loser Bergbahnen GmbH betrieben.  Am Ende der Straße befinden sich ein großer Parkplatz und das Restaurant Loser-Alm. Die Loserhütte (1498 m ü. A.) steht südöstlich des Gipfels und ist die älteste Schutzhütte im Toten Gebirge. Am Loser-Plateau und an der Westflanke liegen Skigebiete. Im Februar 2021 wurden Pläne für die "Panoramabahn 2022" vorgestellt. Diese neue 10er-Gondelbahn soll auf der Trasse bestehender Lifte zur Loser-Alm führen; neue Skipisten sollen dabei jedoch nicht geschaffen werden.
Das Gipfelkreuz am Loser wurde im Jahr 1963 von Mitgliedern des Allgemeinen Turnvereins Schwanenstadt (Österreichischer Turnerbund) errichtet. Die Einweihung fand am 22. September 1963 am Gipfelplateau statt. Die Idee stammte von Hartmut Dutzler aus Schwanenstadt; die Durchführung und Bauleitung oblag Karl Pühringer. Der Transport des vierteiligen Kreuzes zur Karl-Eben erfolgte durch den damaligen Hüttenwirt Rudolf Loidl mit seinem Puch-Haflinger. Ab der Karl-Eben wurde das Kreuz mit der Materialseilbahn zur Loserhütte transportiert. Von dort trugen die Turner das Kreuz zum Gipfel. Die Höhe der Stahlkonstruktion beträgt 4 m, der Querbalken ist 2,03 m lang. Das Gesamtgewicht beträgt knapp 400 kg ohne Grundkonsole und Befestigungsmaterial.

## Anstiege
- Weg 255: Von der Loserhütte über die Südflanke
- Weg 256: Von der Loserhütte über den Augstsee, das Loserfenster und den Hochanger
- Loser Panorama Klettersteig (D)
- Über das Losertörl (unmarkiert)

In den Wänden gibt es auch viele Kletterrouten.

## Loser-Solarkraftwerk
Auf dem Loser-Südhang auf 1600 m Höhe befindet sich eine Photovoltaikanlage. Durch die reine Luft und weitgehende Nebelfreiheit und durch Schneereflexion im Winter herrschen auf Bergen allgemein bessere Bedingungen, um Solarstrom zu gewinnen. Das Loser-Solarkraftwerk wurde von 1988 bis 1989 errichtet und besteht aus 598 Solarmodulen mit einer Gesamtoberfläche von 263,4 m². Die Modulneigung von 60 Grad gegenüber der Horizontalen sorgt für eine ausgeglichene Energielieferung das ganze Jahr hindurch. Drei Einheiten (aus den USA, Japan und Deutschland) liefern bei optimalen Bedingungen eine Leistung von etwa 30 kW, die in das Netz der Energie AG eingespeist wird.

## Sonstiges
Im Jahr 2008 erfolgten am Loser Dreharbeiten für den Thriller Der letzte Tempelritter mit dem Oscar-Preisträger Nicolas Cage und dem Regisseur Dominic Sena.

## Karten
- Alpenvereinskarte Blatt 15/1 (Totes Gebirge – West), 1:25.000; Österreichischer Alpenverein 2014; ISBN 978-3-928777-29-2.
- ÖK 50 Blatt 96 (Bad Ischl), 1:50.000.